# Brienne
Brienne é uma comuna francesa na região administrativa de Borgonha-Franco-Condado, no departamento Saône-et-Loire. Estende-se por uma área de 5,61 km². Em 2010 a comuna tinha 480 habitantes (densidade: 85,6 hab./km²).